# 赵贤祐
赵贤祐（韓語：조현우，1991年9月25日—），韩国足球运动员，司职门将，效力于蔚山現代和韩国国家队。

## 俱乐部生涯
2013年，他被韩国职业足球K联赛联盟的大邱FC选中。
2020年，趙賢祐加盟蔚山現代。
他成功为蔚山現代在2022和2023赛季夺得K联赛1冠军。

## 国家队生涯
2015年11月，赵贤祐被乌利·斯蒂利克选入了韩国国家队，并出战了2018年国际足联世界杯预选赛对阵老挝和缅甸的比赛。
2017年，他获得了第七届东亚足球锦标赛（EAFF E-1 Football Championship）的最佳守门员奖。
2018年5月，赵贤祐入选了韩国国家队征战俄罗斯世界杯的大名单。韩国队被分入F组，同组对手为瑞典、墨西哥和德国。2018年6月28日，在对阵德国的比赛中，赵贤祐表现出色，多次扑出德国队必进球，力保韩国队球门不失，最终韩国队2：0战胜德国，排名小组第三，德国小组垫底，未能出线。赛后，国际足联官方宣布韩国门将赵贤祐当选了韩国德国比赛的最佳球员。
2022年11月，赵贤祐獲选入2022年世界盃最終26人名單。

## 榮譽

### 國家隊
韩国
- 东亚足球锦标赛: 2017、2019

韩国 U23
- 亞運: 2018

### 俱樂部
大邱FC
- 韓國足總盃：2018

蔚山現代
- 亚足联冠军联赛：2020
- K聯賽1：2022、2023、2024

### 個人
- K聯賽1最佳十一人：2017、2018[7][8]、2019、2020、2021、2022、2023
- K聯賽2最佳十一人：2015、2016[9][10]
- 东亚足球锦标赛 最佳守門員：2017[11]